# Le Fourbe
Le Fourbe, titre original The Double Dealer, est une comédie de la Restauration anglaise, en cinq actes et en prose, de William Congreve. Elle a été jouée pour la première fois à Londres au théâtre de Drury Lane en novembre 1693. Elle ne connut pas le succès à sa première représentation, malgré la présence de la reine Anne, et il fallut attendre une critique favorable de Dryden pour qu'elle devînt populaire.

## Personnages
- Hommes
  - Maskwell : un traître se prétendant l'ami de Mellefont, courtisant Lady Touchwood et amoureux de Cynthia
  - Lord Touchwood : un seigneur, oncle de Mellefont
  - Mellefont : fiancé et amoureux de Cynthia
  - Careless : un ami de Mellefont
  - Lord Froth : un fat solennel
  - Brisk : un fat coquet
  - Sir Paul Plyant : un vieux chevalier stupide, excessivement dévoué à sa femme, frère de Lady Touchwood et père de Cynthia.

- Femmes
  - Lady Touchwood : femme de Lord Touchwood, mais amoureuse de Mellefont
  - Cynthia : fille d'un premier mariage de Sir Paul, promise à Mellefont
  - Lady Froth : une précieuse coquette, femme de Lord Froth
  - Lady Plyant : insolente avec son mari, Sir Paul Plyant, mais gracieuse avec tous ceux qui la courtisent

- Un chapelain et des domestiques

Toute la pièce se passe au domicile de Lord Touchwood, dans une galerie desservant plusieurs chambres ou pièces.

## Argument
Mellefont doit se marier avec la jeune Cynthia, mais sa tante Lady Touchwood, mariée à Lord Touchwood, est amoureuse de lui. Elle va tout faire pour empêcher ce mariage. Elle est aidée dans ses multiples complots contre Mellefont par Maskwell, le fourbe éponyme. Celui-ci multiplie ses traîtrises, même contre sa complice Lady Touchwood. Ces deux comploteurs finissent par être démasqués, et Mellefont pourra épouser Cynthia.

## Détail de l'intrigue

### Acte I
Mellefont confie à son ami Careless que sa tante Touchwood le poursuit de ses assiduités.
| Mellefont ― Ce matin, elle m’a surpris au lit. Careless ― N’y a-t-il jamais eu une telle furie ! Il est heureux que la nature ne lui a pas donné la puissance de séduction de son sexe. Mais continue. Que se passa-t-il ensuite ? Mellefont ― Je m’attendais au tonnerre de sa voix et aux éclairs de ses yeux, car j’avais eu l’occasion de l’observer dans tous les accès d’une femme blessée et vengeresse. Aussi j’ai tout d’abord été étonné de la voir fondre en larmes et d’étouffer un soupir. Nous sommes restés un long moment silencieux : la passion avait noué sa langue et la stupeur la mienne. Puis, pour faire bref, elle n’omit rien que le plus violent amour pût entreprendre et que les mots tendres pussent exprimer. Enfin, lorsqu’elle vit que tous ses efforts étaient vains et que je plaidais l’honneur de mon oncle et mes liens de sang avec lui, vint la tempête que je craignais au début. Sautant de mon chevet comme une furie, elle se précipita sur mon épée, et j’eus de grandes difficultés à l’empêcher de se blesser ou de me blesser. L’ayant désarmée, elle me quitta dans un accès de colère amoureuse, après m’avoir confirmé par un millier d’imprécations que ses yeux ne se fermeraient pas, tant qu’ils n’auraient pas vu ma ruine. Careless ― Quelle femme exquise ! Mais comment diable ne pense-t-elle pas que tu as suffisamment de bon sens pour ne pas risquer de lui faire un enfant qui te déshériterait ? Puisque tu m’as dit que tu n’hériterais de ton oncle qu’à la condition qu’il n’ait pas d’enfant. |

Afin de prévenir toute tentative de complot de la part de sa tante Touchwood, Mellefont demande à Careless de s’occuper de Lady Plyant pendant toute la soirée. Il estime que Lord et Lady Froth seront assez occupés à s’admirer eux-mêmes, et que Brisk s’adonnera à faire de l’humour. Mellefont observera son oncle, et Jack Maskwell surveillera la tante. Enfin Sir Paul sera, comme à son habitude, aux petits soins avec sa fille Cynthia. Ainsi isolée, Lady Touchwood ne pourra tramer aucun complot. Careless émet des doutes sur la loyauté de Maskwell. Les autres hommes sortent alors de la salle à manger, légèrement éméchés.
| Sir Paul ― Ah, Lord Froth, vous êtes un homme très gai. Lord Froth ― Par ma foi, Sir Paul, que voulez-vous dire ? Gai ! Quel terme barbare ! Je préfèrerais encore que vous me traitiez d’imbécile. Sir Paul ― Non, je proteste, et je vous assure que c’est vrai. Votre seigneurie riait aux plaisanteries de Brisk. Hé, hé, hé. Lord Froth ― C’est ridicule ! Sir Paul, vous vous méprenez complètement. Je sais que le champagne a son influence. Je vous assure, Sir Paul, que je ne ris jamais, sauf à mes propres plaisanteries, ou alors à celles des dames. Brisk ― Comment ? Comment mon seigneur ? Quel affront pour mon esprit ! Que je périsse si je n’ai jamais dit quelque chose qui valait la peine qu’on en rit. Lord Froth ― Oh, par ma foi, ne vous méprenez pas ; ce n’est pas cela que j’ai dit, car j’ai souvent souri à vos inventions. Mais il n’y a rien de plus inconvenant qu’un homme de qualité qui rit ; c’est une expression si vulgaire de la passion ; tout le monde peut rire. Et c’est d’autant plus vrai quand il s’agit de la plaisanterie d’une personne inférieure, ou lorsque les gens du même rang ne rient pas. C’est alors ridicule. Être amusé par ce qui plaît à la foule ! Non, je ne ris que lorsque je suis seul. […] Careless ― Je trouve que votre visage réagit plus facilement à une chicane qu’à une plaisanterie. |

Les hommes vont retrouver les femmes au salon, tandis que Lady Touchwood et Maskwell se rencontrent dans la galerie. On se rend compte qu’ils partagent une étrange complicité.
| Lady Touchwood ― Je ne veux plus en entendre davantage. Vous êtes faux et ingrat. Allons, je sais que vous êtes fourbe. Maskwell ― Je reconnais que j’ai été faible, mais c’était au service de votre seigneurie. Lady Touchwood ― Aussi je devrais faire confiance à un homme que j’ai vu trahir son ami ? Maskwell ― Quel ami ai-je trahi ? Et en faveur de qui ? Lady Touchwood ― Votre cher ami Mellefont, et en ma faveur. Allez-vous le nier ? Maskwell ― Non. Lady Touchwood ― N’avez-vous pas trompé mon mari, Lord Touchwood, qui a été un père pour vous quand vous étiez dans le besoin, et qui vous a donné votre condition ? Ne l’avez-vous pas trompé de la pire manière, dans son propre lit ? Maskwell ― Avec l’aide de votre seigneurie, et pour votre service, madame, comme je viens de vous le dire. Je ne puis non plus nier cela. Autre chose d’autre, madame ? Lady Touchwood ― Autre chose, audacieux vaurien ! Qui aurait-il d’autre de plus que ma honte ? Ne m’avez-vous pas déshonorée ? Maskwell ― Non, je ne reconnais pas cela, car je n’en ai jamais parlé de toute ma vie. Maintenant que j’ai répondu à votre accusation, quoi d’autre ? Lady Touchwood ― Par ma mort, vous plaisantez avec ma passion ? Insolent démon ! Mais prenez garde, ne me provoquez pas, car, par le feu éternel, vous n’échapperez pas à ma vengeance, tranquille scélérat ! Comme il se tient calmement, confessant perfidie et ingratitude ! Existe-t-il un vice plus noir ? Oh moi, j’ai des milliers d’excuses pour mes fautes, le feu dans mes tempes, la passion dans mon âme, une sensibilité à toute sollicitation, tout de suite oppressée par l’amour, et aussi par le désespoir. Mais ce coquin, calme et réfléchi, dont le sang noir circule doucement, quelle excuse peut-il avoir ? Maskwell ― Reprenez-vous, madame, car je veux parler pour être entendu. Dans votre intérêt j’ai été un très grand coquin, et vous me le reprochez. Je suis tout prêt à l’être de nouveau, pour votre service, et vous me lancez à la figure conscience et honneur pour émousser mes inclinations. Comment vais-je réagir ? Vous savez que je suis votre créature, ma vie et ma fortune sont entre vos mains, vous désobliger entraînerait ma ruine certaine. Il se pourrait que je vous trahisse, mais je ne puis être traître à moi-même. Je ne prétends pas être honnête, car vous savez que je suis un coquin, mais je voudrais vous convaincre de la nécessité pour moi d’être constant avec vous. [...] Maskwell ― Écoutez, madame, nous sommes seuls. Je vous en prie, contenez-vous et écoutez-moi. Vous savez, vous aimiez déjà votre neveu quand je soupirai pour la première fois pour vous. Je m’en rendis compte rapidement, et c’était une preuve que j’aimais, puisque vous cachiez votre passion avec un tel art qu’elle était imperceptible à tous, sauf à des yeux jaloux. Cette découverte me rendit intrépide, je le confesse, car je pensais vous tenir ainsi en mon pouvoir. Le dédain de votre neveu à votre égard accrut mes espérances. Je guettai l’occasion, et je vous pris au moment où il vous rejeta, brûlante d’amour et d’indignation. Votre disposition, mes arguments et une occasion heureuse réalisèrent mon dessein. Je vous pressai au moment opportun, et je fus heureux. Les mots n’ont pu montrer combien je vous aime depuis lors, aussi comment les mots pourraient expliquer ? |

### Acte II

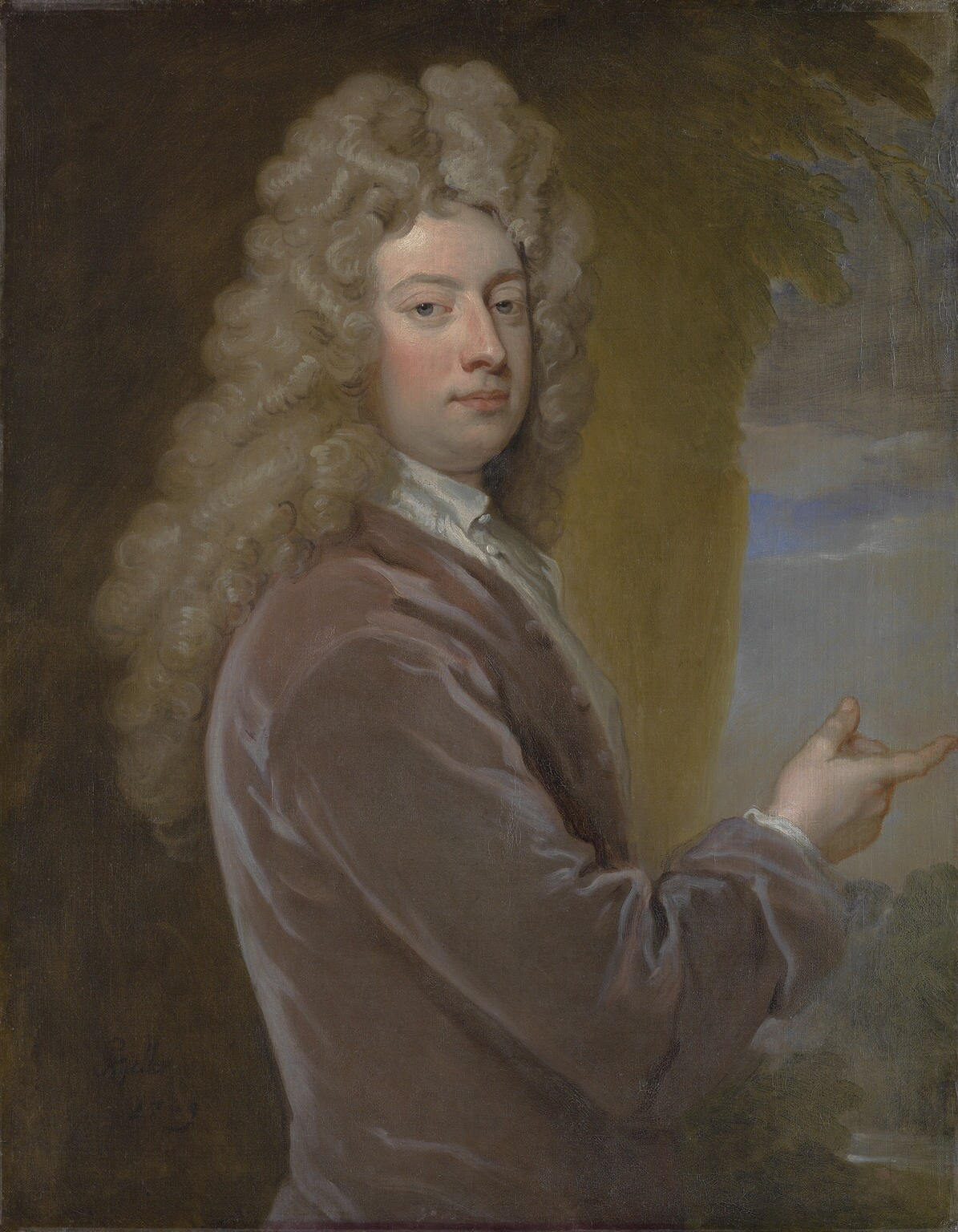
William Congreve.
Tableau de Godfrey Kneller.

Cynthia est une jeune fille amoureuse de Mellefont, qui ne manque pas d’esprit :
| Lord Froth ― J’espère que Mellefont fera un bon mari aussi. Cynthia ― C’est de mon intérêt d’y croire. Lord Froth ― Pensez-vous qu’il vous aimera autant que j’aime ma femme ? Je crains bien que non. Cynthia ― Je pense qu’il m’aimera davantage. Lord Froth ― Dieu, cela n’est pas possible ! Mais pourquoi pensez-vous cela ? Cynthia ― Car il n’a pas autant de raisons de s’aimer lui-même. |

Lady Touchwood a persuadé Sir Paul que Mellefont est amoureux de sa femme, Lady Plyant, et que son projet de mariage avec Cynthia n’est qu’un prétexte pour s’approcher d’elle et la séduire. À la scène 4, Sir Paul et Lady Plyant, furieux, s’en prennent à Mellefont, interloqué.
| Lady Plyant ― Barbare et perfide ― Sir Paul ― Toi, serpent, premier tentateur de la femme. Cynthia ― Juste ciel ! Monsieur, madame, que voulez-vous dire ? Sir Paul ― Toi écarte-toi, ne le touche pas. Viens ici, fillette, ne t’approche pas de lui, on ne peut en attendre que de la tromperie. Il y a des serpents dans sa perruque, et le crocodile du Nil dans son ventre. Il te mangera toute crue. Lady Plyant ― Créature impudente et sans honneur. Mellefont ― Pour l’amour du ciel, madame, à qui est destiné ce langage ? Lady Plyant ― Ne me suis-je pas conduite avec tout le décorum et l’étiquette seyant à la femme de Sir Paul ? N’ai-je pas toujours préservé depuis plus de trois ans mon honneur comme s’il se trouvait dans une maison de neige ? Ne me suis-je pas conservé blanche et immaculée, même pour Sir Paul lui-même ? Sir Paul ― C’est la vérité ; elle est restée une femme invincible, même pour moi. Lady Plyant ― Me serais-je préservée comme une feuille de papier vierge, pour que vous veniez y faire une tache ? Sir Paul ― Et elle supporterait la comparaison avec n’importe quelle femme d’Angleterre. Mellefont ― Je suis tellement stupéfait que je ne sais pas quoi dire. Sir Paul ― Pensez-vous que ma fille, cette ravissante créature ― palsambleu, c’est une épouse pour un chérubin ! ― pensez-vous qu’elle n’est qu’un prétexte pour vous approcher de ma femme et la séduire ? Palsambleu, je n’ai jamais été en colère de toute ma vie, et jamais je ne m’apaiserai. Mellefont (à part) ― Enfer et damnation ! Cela vient de ma tante. Elle seule est capable d’une telle perfidie ! |

Sir Paul s’en va avec Cynthia. Mellefont et Lady Plyant restent en tête à tête. Celle-ci devient alors moins véhémente, et excuse presque Mellefont de ses sentiments pour elle :
| Lady Plyant ― Je sais que l’amour est puissant et que personne ne peut contraindre sa passion. Ce n’est pas votre faute ; ni la mienne non plus, je le jure. Que puis-je faire si j’ai des charmes ? […] Bien, méditez sur votre crime et luttez le plus que vous pouvez contre lui. Luttez certes, mais ne devenez pas mélancolique ; et ne désespérez pas. Mais ne pensez jamais que je pourrai vous accorder quelque chose. Oh Dieu non ! Laissez bien sûr de côté ces idées de mariage, car je sais que vous n’aimez pas Cynthia, qui ne sert qu’à cacher votre passion pour moi. Cela va me rendre jalouse. Oh Seigneur, qu’est-ce que je dis ? Jalouse ! Non, non, je ne peux pas être jalouse, car je ne dois pas vous aimer. Aussi n’espérez pas ― mais ne désespérez pas non plus. (Elle sort.) |

Mellefont ne reste seul qu’un instant, car arrive Maskwell. Celui-ci pousse le machiavélisme jusqu’à confier à Mellefont les plans de Lady Touchwood : faire déshériter Mellefont et le faire chasser par son oncle, puis faire épouser Cynthia avec toute sa fortune par Maskwell. Celui-ci explique que Lady Touchwood a confiance en lui, et c’est pourquoi elle lui a exposé ses projets. Il confirme aussi que c’est Lady Touchwood qui a convaincu Lady Plyant de l’amour de Mellefont pour elle. Celui-ci remercie Maskwell pour son amitié et son habileté, et il sort rassuré. Maskwell, resté seul, se félicite de la bonne avancée de son propre complot, et se réjouit de ses qualités de dissimulation.
| Maskwell ― Existe-t-il une telle chose que l’honnêteté ? Je crois que oui, et quiconque possède une telle qualité porte en son cœur un ennemi. Car un honnête homme, tel que je le conçois, est cette personne gentille, scrupuleuse, consciencieuse, qui ne lèse que lui-même. Oh, à la place de la sagesse et de l’honnêteté, donnez-moi plutôt la fourberie et l’hypocrisie. C’est un tel plaisir de prendre à la ligne ces imbéciles à la figure honnête. Ces goujons crédules et affamés mordent à n’importe quoi. |

### Acte III
Lady et Lord Touchwood parlent de la dernière nouvelle : l’amour de Mellefont pour Lady Plyant. Lord Touchwood avoue qu’il n’y croit guère, car, selon lui, Mellefont a de bons principes. Alors Lady Touchwood sous-entend qu’il s’est passé quelque chose entre elle et Mellefont, « mais rien de grave, et cela ne vaut pas la peine d’en parler ». Lord Touchwood bout de plus en plus devant ces insinuations et ces semi-aveux, et il finit par exploser en menaçant de faire jeter dehors Mellefont. Lady Touchwood l’en dissuade, car cela ferait jaser les gens, et que leur honneur à tous deux en souffrirait. Mellefont compte alors un ennemi supplémentaire : Lord Touchwood.
Lord Touchwood s’en va, faisant sortir de sa cachette Maskwell, qui avait suivi toute la conversation. Il félicite Lady Touchwood pour la remarquable manipulation de son mari. Il lui dit qu’au besoin, il confirmera auprès de Lord Touchwood l’histoire que vient de lui raconter Lady Touchwood. Ils se donnent rendez-vous dans la chambre de Lady Touchwood à 20 h pour se donner quelque agrément.
Resté seul, Maskwell s’avoue qu’une nouvelle relation charnelle avec Lady Touchwood ne le tente guère. L’arrivée de Mellefont lui donne l’idée d’y échapper et même d’en tirer parti. Pour cela, il dit une nouvelle fois la vérité à Mellefont : son rendez-vous avec Lady Touchwood dans sa chambre à coucher. Il suggère à Mellefont de venir les surprendre au lit. Ainsi, lui dit-il, il aura alors pouvoir sur Lady Touchwood et pourra lui dicter ses conditions, tandis que lui s’éclipsera par la deuxième issue de la chambre. Mellefont est enthousiaste et remercie encore une fois Maskwell, l’appelant « son bon génie ». En réalité, grâce à ses apartés, on devine qu’après avoir quitté la chambre, Maskwell compte y faire venir Lord Touchwood, pour qu’il surprenne Mellefont et sa femme en tête à tête dans la chambre de celle-ci.
En accord avec Mellefont, Careless accepte de nouer une intrigue avec Lady Plyant, afin de montrer l’absurdité de la rumeur disant que Mellefont est amoureux de Lady Plyant. Les avances de Careless sont bien acceptées par Lady Plyant malgré la présence de son mari, Sir Paul :
| Lady Plyant ― Oh seigneur ! Monsieur, pardonnez-moi, car nous autres femmes n’avons pas ces avantages ; je connais mes imperfections. Mais en même temps, vous devez me permettre de déclarer à la face du monde que personne n’est plus sensible aux faveurs et aux choses que moi ; car je vous assure, monsieur Careless, je ne vois rien au monde que je pourrais refuser à une personne aussi méritante que vous, avec la réserve inhérente à mon honneur. Vous me pardonnerez mon expression maladroite. Careless ― Oh, votre seigneurie excelle en tout, et en particulier dans le domaine de la phrase. Lady Plyant ― Vous êtes très obligeant, monsieur. Careless ― Vous êtes, madame, si charmante. Sir Paul ― Voyons, voyons, madame. Lady Plyant ― Si bien élevé. Careless ― Si surprenante. Lady Plyant ― Si bien habillé, si bonne mine, si éloquent, si naturel, si simple, si à l’aise, si soigneux, si agréable. Sir Paul ― C’est cela, c’est cela. Careless ― Oh Dieu ! Je vous supplie, madame, c’est trop. Lady Plyant ― Si gai, si gracieux, de si belles dents, une si belle silhouette, des membres si déliés, un linge si délicat, et je ne doute pas, monsieur, que vous ayez une très belle peau. Careless ― Pour l’amour du ciel, madame, je suis totalement décontenancé. |

Prenant Careless à part, Sir Paul lui confie que ses relations charnelles avec sa femme sont très rares, et cela le désespère, car il désire tant avoir un garçon. Careless lui répond que c’est une histoire très triste, et l’assure « qu’il doit avoir un fils d’une manière ou d’une autre ». Sir Paul lui répond qu’il lui serait infiniment reconnaissant si cela arrivait. Careless lui promet qu’il va tenter de raisonner Lady Plyant à ce sujet. Prenant ce prétexte, il entraîne celle-ci dans une autre pièce. Pensant qu’il va plaider sa cause, Sir Paul lui souhaite un plein succès.

### Acte IV

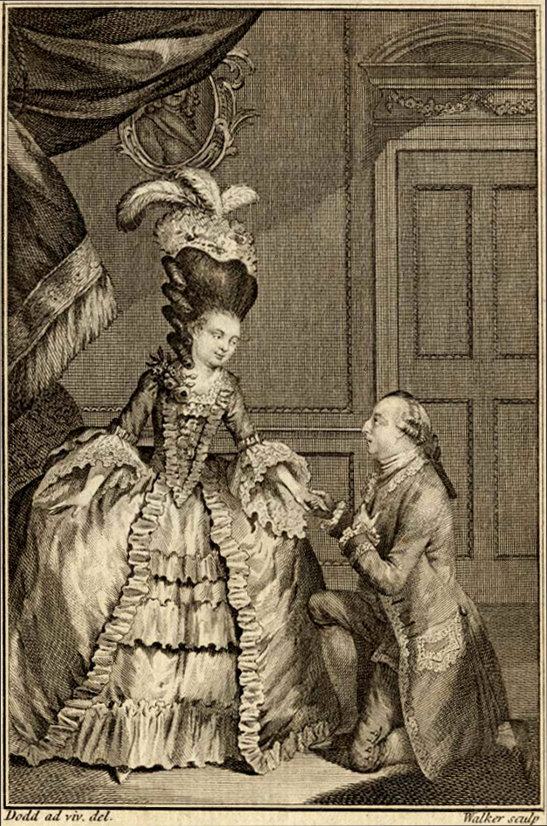
Acte IV scène 2. Scène de séduction entre Careless et Lady Plyant.

Quand Lady Plyant ressort de son tête à tête dans une des pièces de la maison avec Careless, elle paraît très éprise de lui.
| Lady Plyant ― Je jure, monsieur Careless, que vous êtes très attirant, et que vous dites des choses très délicates, et rien n’est plus touchant pour moi qu’une chose délicate. Et puis je dois vous rendre cette justice que personne jusque là ne m’a captivée autant que vous-même. Je reconnais en rougissant que vous avez ébranlé, si je puis dire, les fondements les plus profonds de mon honneur. Il est certain que si j’échappe à vos sollicitations, je m’en honorerai toute ma vie, je le jure. Careless (en soupirant) ― En me méprisant. [...] Lady Plyant ― Je vous supplie de vous relever. Ne me parlez plus tant que vous ne vous serez pas remis debout. Pourquoi êtes-vous resté si longtemps à genoux ? J’étais si transportée que je ne l’avais pas vu. Pour vous montrer à quel point vous m’avez subjuguée, je puis vous assurer que si Sir Paul mourait, il n’y aurait personne, de toute l’humanité, qui me conviendrait comme second choix. Careless ― Oh ciel ! Je ne peux survivre à cette nuit sans votre affection. Je sens mon esprit défaillir, une moiteur générale gagner mon visage, une sueur froide traverser tous mes pores. Elle m’enlèvera pour toujours à votre vue et me conduira à ma tombe. Lady Plyant ― Oh, vous m’avez conquise, homme doux, tendre et touchant, vous m’avez conquise. Quel cœur de pierre peut s’empêcher de pleurer et résister à de si tristes paroles ! (Elle pleure) Careless ― Je remercie le ciel que ce sont les plus tristes que je n’ai jamais prononcées. (À part) J’ai du mal à ne pas rire. Lady Plyant ― Oh, je cède tout entière à tes étreintes irrésistibles. Dis-moi, cher homme agonisant, quand, où et comment. Ah, voici Sir Paul ! |

Lady Fryant reprend ses esprits à l’arrivée de Sir Paul et de Cynthia. Careless l’a convaincue que Mellefont n’est pas amoureux d’elle, et que ce dernier peut donc bien épouser Cynthia :
| Lady Plyant ― Je suis convaincue que mon cousin Mellefont a été traité injustement. Cynthia (à part) ― Je suis étonnée de la voir de notre côté, car je suis sûre qu’elle est amoureuse de lui. Lady Plyant ― Je sais que Lady Touchwood lui en veut ; et d’ailleurs monsieur Careless m’a informée que Mellefont n’avait pour moi qu’un profond respect, qu’il a reconnu qu’il n’était rien d’autre qu’un de mes admirateurs, et qu’il n’était pas présomptueux au point d’envisager des manquements à l’honneur. Aussi, pour que cela soit bien clair, je ne vois pas pourquoi ma fille ne pourrait en conscience, ou honneur ou autre chose ― Sir Paul ― En effet, mon enfant, pour que cela soit bien clair, comme le dit ta mère, ― Lady Plyant ― Clair ! Je le tiens de monsieur Careless. Et je puis vous assurer, Sir Paul, que monsieur Careless est un homme qui vous respecte et vous honore de façon extraordinaire. Cynthia (à part) ― Ainsi que vous madame. Je commence maintenant à comprendre pourquoi vous avez changé de camp aussi rapidement. Sir Paul ― J’ai beaucoup de reconnaissance envers monsieur Careless. C’est une personne que j’apprécie beaucoup, non seulement pour cela, mais aussi parce qu’il a un très grand respect pour vous, madame. |

Après avoir lu avec plaisir un billet écrit par Careless, lui donnant rendez-vous dans la garde-robe de la galerie après souper, Lady Plyant le remet par inadvertance dans la mauvaise enveloppe et le donne à Sir Paul. Tandis que Lady Froth et Brisk nouent une relation amoureuse, Lady Plyant réalise qu’elle a donné la lettre de Careless à son mari, et que celui-ci est en train de la lire. Se croyant seul, il s’offusque de la duplicité de sa femme et de la traîtrise de Careless. Lady Plyant prend son mari à partie en feignant la colère. Elle affirme que cette lettre a été écrite par Careless sur l’instigation de Sir Paul afin de tester sa fidélité à elle. Elle menace de divorcer à cause de ce « complot contre son honneur ». Sir Paul, abasourdi par cette attaque, se rappelle qu’il avait demandé à Careless d’intervenir auprès de Lady Plyant pour qu’elle devienne moins réticente à ses avances sexuelles. Il pense alors que c’est à la suite de cette demande que Careless a écrit ce mot, et il s’excuse platement auprès de sa femme.
Comme prévu, Mellefont vient surprendre Maskwell et Lady Touchwood dans la chambre de celle-ci. Maskwell s’enfuit laissant Mellefont et Lady Touchwood en tête à tête. Pendant que ceux-ci s’expliquent, Lady Touchwood feignant de se repentir, Maskwell introduit dans la chambre Lord Touchwood, puis s’éclipse discrètement. Lady Touchwood se plaint alors à son mari que Mellefont la poursuit jusque dans sa chambre. Lord Touchwood, en rage, est prêt à tuer Mellefont avec son épée, mais Lady Touchwood le retient, plaidant que Mellefont est fou. Ils sortent tous deux, laissant Mellefont seul et désespéré.

### Acte V
Pour remercier Maskwell, Lord Touchwood lui promet la main de Cynthia et de le faire son héritier. Quand Lady Touchwood apprend cela, elle est abasourdie.
| Lady Touchwood ― Maskwell devient votre héritier et se marie avec Cynthia ! Lord Touchwood ― Je ne puis trop faire pour un mérite aussi grand. Lady Touchwood ― Mais c’est une chose de trop grande importance pour en décider aussi rapidement. Pourquoi Cynthia ? Pourquoi doit-il être marié ? Ne l’avez-vous pas assez récompensé en l’élevant au-dessus de son modeste état, pourquoi mêler son sang au mien et le marier avec ma nièce ? Comment savez-vous que mon frère va accepter cela, et Cynthia ? D’ailleurs lui-même peut avoir d’autres affections. Lord Touchwood ― Non, je suis convaincu qu’il l’aime. Lady Touchwood ― Maskwell aime Cynthia ? C’est impossible ! Lord Touchwood ― Je peux vous dire qu’il s’est confessé à moi. Lady Touchwood (à part) ― Quel imbroglio ! Comment cela se fait-il ? Lord Touchwood ― Son humilité a longtemps étouffé sa passion. Et son amitié pour Mellefont n’a fait que la réprimer davantage. Mais, en l’encourageant, je lui ai arraché son secret, et je sais que le seul moyen de le récompenser est de lui donner Cynthia. Je différerai mes démarches le temps que vous y réfléchissiez ; mais souvenez-vous que nous lui sommes tous deux redevables. (Il sort.) Lady Touchwood (seule) ― Nous lui sommes tous deux redevables ! Oui, nous lui sommes tous deux redevables, si vous connaissiez tout. Quel scélérat ! Je suis effarée par l’annonce de cette traîtrise : c’est impossible, cela ne peut être. Il aime Cynthia ! Ainsi, dans ses manigances, je n’ai été qu’une catin, qu’un objet, qu’un lieu d’hébergement ? Maintenant je comprends pourquoi il s’est montré fourbe envers Mellefont. Honte et confusion ! Je ne peux supporter cela ; quelle femme pourrait supporter d’être un objet. M’être enflammée pour simplement le conduire dans les bras d’une autre ; oh ! que ne suis-je vraiment du feu pour brûler ce vil traître. Que vais-je faire ? Comment réfléchir ? Je n’y arrive pas. Tous mes projets sont perdus, mon amour insatisfait, ma revanche inachevée. Ces difficultés imprévues me font brûler d’une fureur nouvelle. |

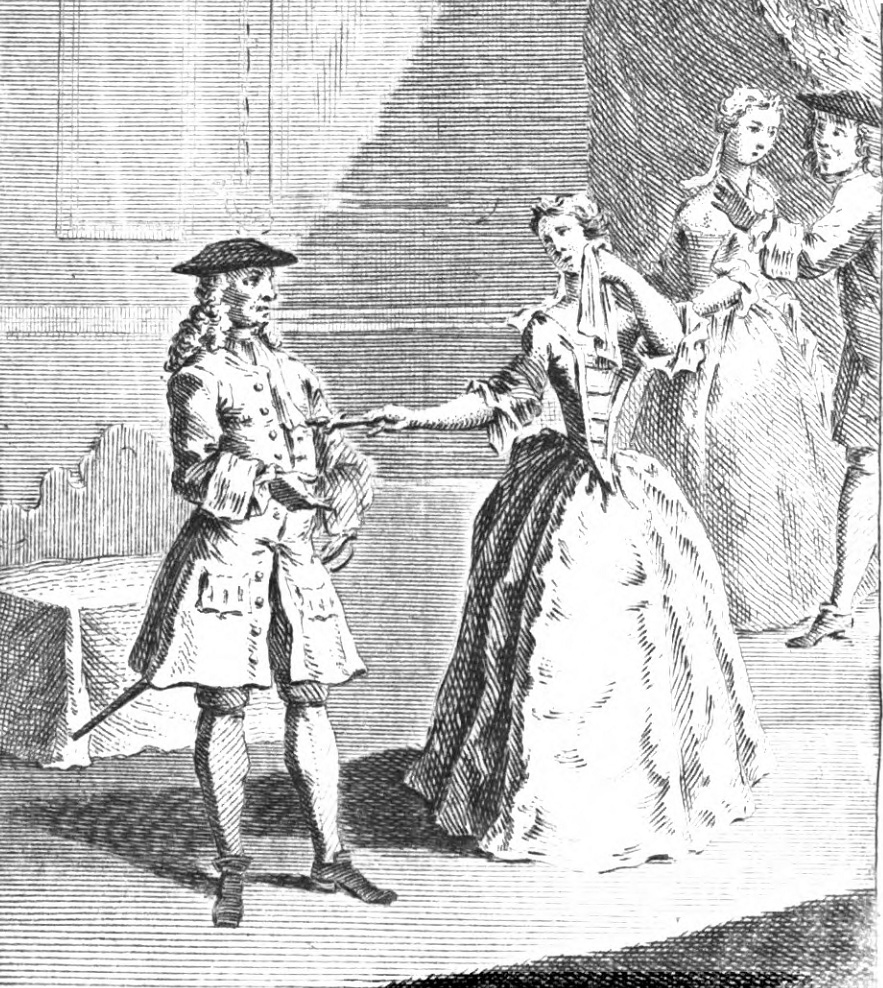
Acte V scène 17. De gauche à droite, Maskwell, Lady Touchwood, pleurant, donnant à Maskwell la dague dont elle le menaçait, Cynthia et Lord Touchwood, cachés, écoutant la conversation des deux premiers.

Maskwell apprête sa dernière machination avec la complicité d’un pasteur nommé Saygrace. Il va se marier avec Cynthia, tout en faisant croire à celle-ci et à Mellefont qu’ils se marient ensemble. Cynthia, qui a l’intuition que tout cela n’est pas clair, veut en parler avec Lord Touchwood, quand elle voit arriver Lady Touchwood et Maskwell. Elle demande à Lord Touchwood de se dissimuler avec elle pour surprendre la conversation des deux arrivants. Lady Touchwood est folle de jalousie, depuis qu’elle a appris que Maskwell a manœuvré essentiellement pour se marier avec Cynthia. Elle menace celui-ci avec un poignard, puis, faiblissante, le lui remet. Lord Touchwood est médusé, puis a du mal à se contenir quand il apprend que sa femme et Maskwell sont amants. Pour écarter Lady Touchwood, Maskwell invente un nouveau stratagème. Il propose à Lady Touchwood, qu’il sait toujours amoureuse de Mellefont, d’aller rejoindre celui-ci, afin de le faire céder à ses désirs à elle, en lui promettant de lui faire regagner les faveurs de son oncle. Lady Touchwood, ravie de cette nouvelle invention, s’en va en emportant la dague, tandis que Maskwell va à son rendez-vous avec le pasteur et avec Cynthia.
Restés seuls, Cynthia interroge Lord Touchwood :
| Cynthia ― Alors, mon seigneur ? Lord Touchwood ― La stupéfaction musèle ma rage ! Infamie sur infamie ! Ciel, quel long cheminement de noire tromperie tout ceci a révélé ! Je suis abasourdi quand je regarde en arrière, et que je cherche un indice pour me guider à travers ces dédales d'une incroyable perfidie. Ma femme ! Enfer et damnation ! Cynthia ― Mon seigneur, contenez-vous et soyez persuadé de la chance que nous avons d'avoir fait cette découverte à temps. Lord Touchwood ― Je te remercie, mais il sera peut-être trop tard si nous n'empêchons pas tout de suite l'exécution de ce complot. Je m'y emploie immédiatement. Où est Mellefont, mon neveu injustement offensé ? Comment vais-je lui faire une légitime réparation ? Cynthia ― Je n'ose répondre pour lui. |

Tout le monde se retrouve peu à peu dans la galerie, qui a servi de lieu unique à la pièce : tout d'abord Lord Froth, qui s'était endormi, et Sir Paul, puis Lady Froth et Brisk, qui s'étaient, disent-ils, isolés pour observer les étoiles, et enfin Careless et Lady Plyant, sortant ravis d'un tête à tête. Cynthia leur annonce que Lord et Lady Touchwood vont arriver. Lady Touchwood déboule en effet en criant, poursuivie par Lord Touchwood qui la chasse de sa maison. Puis apparaît Mellefont déguisé en pasteur tirant un Maskwell muet. Lord Touchwood ordonne à ses domestiques de se saisir de lui, et promet à Mellefont de le marier à Cynthia.

## Noms des personnages
La comédie des humeurs a fondé son comique sur certains personnages gouvernés par un trait de caractère particulièrement fort et caractéristique, qui les fait se retrouver dans des situations cocasses ou ridicules. Ce trait de caractère était souvent souligné par le nom donné au personnage. Cette tradition s'est maintenue dans la comédie de la Restauration, comme dans Le Fourbe. Pour des raisons de proximité historique, les traductions sont tirées, soit d'Abel Boyer, The Royal Dictionary, English and French, W. Innys, Londres, 1755, soit de révérend Joseph Wilson, A French and English Dictionary, Joseph Ogle Robinson, Londres, 1833.
- Maskwell : bien masqué, qui se dissimule bien
- Froth : futilités, paroles en l'air
- Touchwood : sorte de bois pourri qui sert d'amorce ou de mèche
- Careless : tranquille, sans souci, nonchalant
- Brisk : vif, éveillé, gaillard
- Plyant : qui a pris son pli
- Saygrace, le chapelain, qui dit des grâces

## Analyse et critique
Le théâtre de la Restauration anglaise et, avant lui, le théâtre élisabéthain n'ont que très peu suivi la règle des trois unités. Congreve a été l'un des rares dramaturges de cette époque à s'en soucier, comme l'a remarqué Voltaire : « Celui de tous les Anglais qui a porté le plus loin la gloire du théâtre comique est feu M. Congrève. Il n’a fait que peu de pièces, mais toutes sont excellentes dans leur genre. Les règles du théâtre y sont rigoureusement observées. Elles sont pleines de caractères nuancés avec une extrême finesse; on n’y essuie pas la moindre mauvaise plaisanterie; vous y voyez partout le langage des honnêtes gens avec des actions de fripon: ce qui prouve qu’il connaissait bien son monde, et qu’il vivait dans ce qu’on appelle la bonne compagnie ». Dans la préface de la pièce, Congreve réaffirme sa volonté de respecter la règle des trois unités : « J'ai rendu l'intrigue aussi forte que j'ai pu, parce qu'elle est unique ; et je l'ai voulu unique parce que je voulais éviter la confusion, et étais résolu à préserver la règle des trois unités. »
Dans Le Fourbe, l'unité de temps est effectivement respectée, puisque l'action commence approximativement en fin d'après-midi pour se finir à la nuit ou, au pire, au petit matin. L'unité de lieu est également satisfaite, puisque tout se déroule dans une galerie desservant plusieurs pièces ou chambres du domicile de Lord Touchwood. L'unité d'action, en revanche, n'est pas rigoureusement suivie, Congreve s'étant apparemment soucié du goût prononcé du public anglais pour les pièces à intrigues multiples. L'intrigue principale concerne Mellefont et sa tante Lady Touchwood, qui veut empêcher le mariage de celui-ci avec Cynthia, aidée en cela par Maskwell. Mais deux autres intrigues amoureuses se déroulent simultanément, l'une entre Careless et Lady Plyant, l'autre entre Brisk et Lady Froth. Elles reviennent régulièrement dans la pièce, servant en quelque sorte d'intermèdes entre les différentes phases de l'intrigue principale. Ces deux intrigues secondaires sont néanmoins nécessaires, car ce sont elles qui apportent la note de comique à la pièce, l'intrigue principale étant en soi tragique, Lady Touchwood n'aspirant qu'à la ruine de Mellefont et y parvenant presque.
La représentation de la première pièce de Congreve, The Old Bachelor, en 1693 fut un énorme succès, et la réputation du jeune dramaturge semblait bien établie. Sa seconde pièce, Le Fourbe, jouée la même année dans le même théâtre, n'eut pas lors de ses premières représentations le succès escompté. William Archer, critique théâtral du XIXe siècle, a vu comme raison principale de cet échec relatif une intrigue trop compliquée. « Les spectateurs n'aiment pas avoir leur attention longuement tendue dans un futile effort à suivre les méandres d'une intrigue labyrinthique. C'est pourtant cette épreuve que Congreve a imposée à son public. » Il a vu comme autres raisons une mauvaise qualification de la pièce, qui est pour lui, comme pour Sherburne et Bond, une tragi-comédie, le personnage de Lady Touchwood étant trop tragique pour une comédie, et que les femmes n'apprécièrent pas beaucoup de voir trois dames de qualité, et non pas de simples femmes de bourgeois, pratiquer aussi facilement l'adultère. 
Mais, grâce à ses personnages bien campés, la pièce fit peu à peu son chemin, selon l'expression de  Dryden. L'approbation de la reine Anne l'aida aussi à gagner en popularité, et elle devint bientôt une pièce du répertoire. Cette pièce fut jouée régulièrement pendant tout le XVIIIe siècle. En 1802, elle avait connu quatorze reprises.